# Атолен
Атолен (перс. اتلن) — село в Ірані, у дегестані Ак-Кагріз, у бахші Новбаран, шагрестані Саве остану Марказі. За даними перепису 2006 року, його населення становило 15 осіб, що проживали у складі 6 сімей.

## Клімат
Середня річна температура становить 8,84 °C, середня максимальна – 26,26 °C, а середня мінімальна – -11,84 °C. Середня річна кількість опадів – 254 мм.
| Клімат поселення                              | Клімат поселення | Клімат поселення | Клімат поселення | Клімат поселення | Клімат поселення | Клімат поселення | Клімат поселення | Клімат поселення | Клімат поселення | Клімат поселення | Клімат поселення | Клімат поселення | Клімат поселення |
| Показник                                      | Січ.             | Лют.             | Бер.             | Квіт.            | Трав.            | Черв.            | Лип.             | Серп.            | Вер.             | Жовт.            | Лист.            | Груд.            |                  |
| Середній максимум, °C                         | 3,55             | 5,16             | 7,74             | 14,80            | 20,12            | 25,28            | 26,26            | 26,15            | 22,24            | 16,84            | 10,61            | 5,24             |                  |
| Середня температура, °C                       | −4,13            | −2,54            | 0,06             | 7,10             | 12,42            | 17,59            | 20,98            | 20,87            | 16,95            | 11,56            | 5,32             | −0,05            |                  |
| Середній мінімум, °C                          | −11,84           | −10,24           | −7,64            | −0,6             | 4,73             | 9,89             | 15,69            | 15,58            | 11,67            | 6,27             | 0,03             | −5,34            |                  |
| Норма опадів, мм                              | 31               | 33               | 49               | 41               | 35               | 6                | 2                | 1                | 0                | 9                | 19               | 28               |                  |
| Середньомісячна швидкість вітру, м/с          | 1.58             | 2.30             | 2.52             | 2.78             | 2.32             | 2.15             | 2.12             | 2.00             | 1.93             | 1.90             | 1.58             | 1.68             |                  |
| Середньомісячна сонячна радіація, кДж/м²·день | 8789             | 11558            | 14188            | 17810            | 21982            | 26600            | 26000            | 23740            | 20436            | 14842            | 10568            | 8517             |                  |
| --------------------------------------------- | ---------------- | ---------------- | ---------------- | ---------------- | ---------------- | ---------------- | ---------------- | ---------------- | ---------------- | ---------------- | ---------------- | ---------------- | ---------------- |
| Джерело:                                      |                  |                  |                  |                  |                  |                  |                  |                  |                  |                  |                  |                  |                  |